# 切申西里西亚

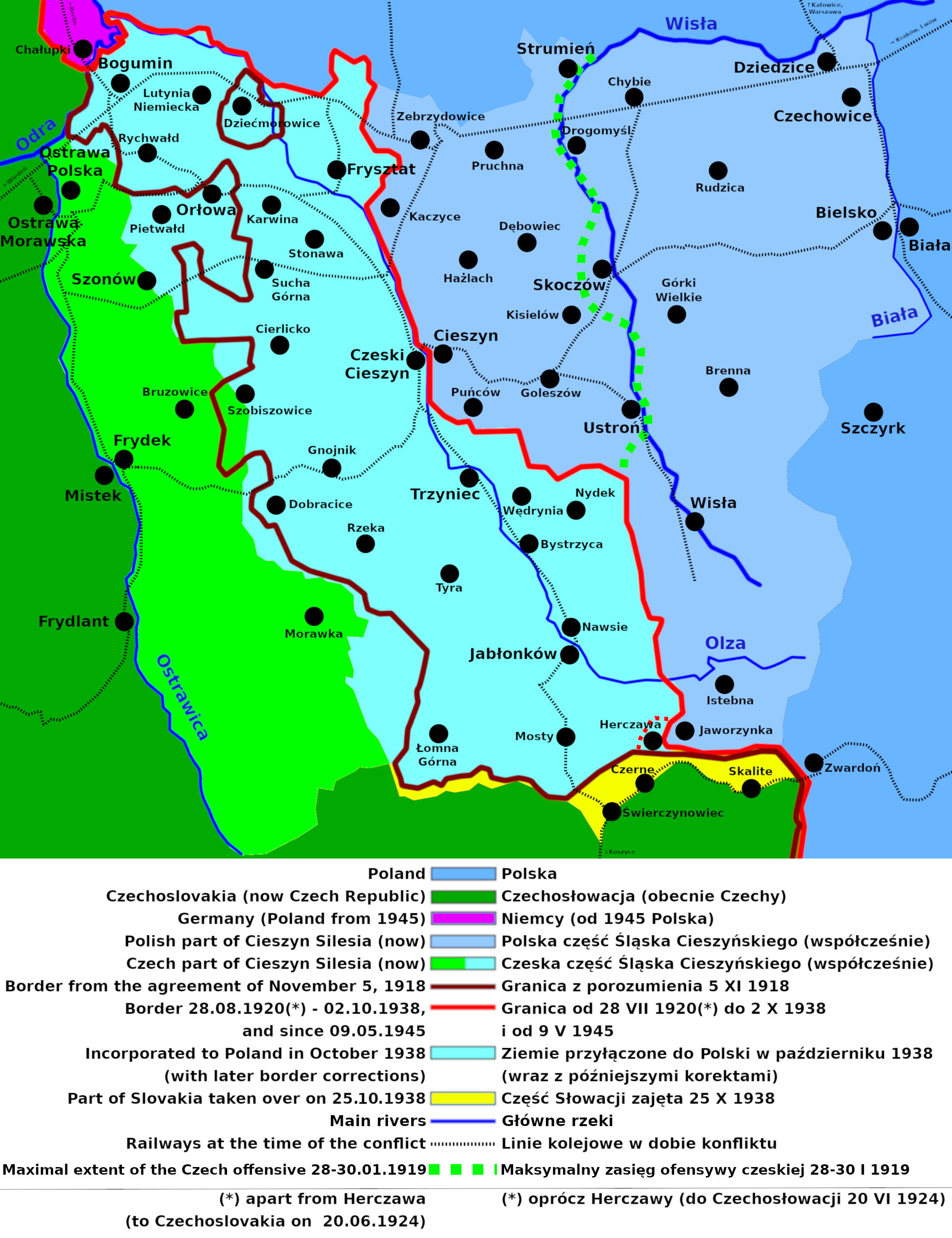
切申西里西亚之位置和劃分

切申西里西亚（英語：Cieszyn Silesia，[ˈɕlɔ̃sk tɕɛˈʂɨj̃skʲi] ⓘ；捷克語： [ˈcɛʃiːnskɛː ˈslɛsko] ⓘ或 [ˈcɛʃiːnsko] ⓘ），也稱泰申西里西亚（德語： 或 ）是西里西亞東南部的一個區域，以切申和捷克捷欣鎮為中心，被奧爾扎河一分為二。1327年前，切申西里西亚歸屬皮亞斯特王朝統治，1327年與波希米亞聯統，隨後併入哈布斯堡君主國，並被哈布斯堡王室統治（歸屬神聖羅馬帝國、奧地利帝國和奧匈帝國）直到一戰結束。自1920年至1938年，它被波蘭第二共和國和捷克斯洛伐克瓜分。1938年波蘭入侵捷克斯洛伐克，吞併了切申西里西亚。
一年後，德國吞併波蘭，波捷邊界恢復戰前形態並保持至今。二戰後的1958年，波蘭承認了這條（1920年時的）邊界。冷戰後，切申西里西亚又分別歸屬波蘭和捷克共和國。切申西里西亚面積約2,280平方公里（880平方英里），人口約810,000。其中1,002平方公里（44%）在波蘭，1,280平方公里（56%）在捷克共和國。
該地區的歷史邊界與前獨立的泰申/切申公國的邊界大致相同。目前超過半數的切申西里西亞構成了歐洲區（Euroregion）之一，即切申西里西亞歐洲區。